# 徳山大五郎を誰が殺したか?
『徳山大五郎を誰が殺したか?』（とくやまだいごろうをだれがころしたか 略称：徳誰）は、2016年7月17日から10月2日まで毎週日曜 0:20 - 0:50（土曜 24:20 - 24:50）にテレビ東京系列の土曜ドラマ24枠内で放送されていた欅坂46のミステリー学園ドラマである。

## 概要
欅坂46のメンバー21名が総出演するミステリー学園ドラマ。2016年4月6日、欅坂46のデビューシングル「サイレントマジョリティー」を発売後、7月3日に製作発表記者会見が開かれ、デビューから約3か月という異例の早さでテレビドラマ初主演が決定した。

## あらすじ
舞台は私立欅学園3年C組。ある日、生徒たちは担任教師・徳山大五郎の死体を教室で発見する。生徒たちは、いったん遺体を隠すが、はたして誰が犯人なのか。遺体を隠しながら過ごすことになった女子高生たちをシュールな笑いとともに描く。

## キャスト

### 生徒
以下、私立欅学園の生徒たち。
石森 虹花（いしもり にじか）
演 - 石森虹花
授業を聞かずにファッション誌を読んでいる女子。
今泉 佑唯（いまいずみ ゆい）
演 - 今泉佑唯
元気で空回りしがちな女子。
上村 莉菜（うえむら りな）
演 - 上村莉菜
オカルト好きの女子。十字架のネックレスをかけ、胸ポケットに入れた人形と会話する。
尾関 梨香（おぜき りか）
演 - 尾関梨香
天真爛漫な女子。
織田 奈那（おだ なな）
演 - 織田奈那
探偵に憧れる女子。探偵モードになるときは眼鏡を着用する。
小池 美波（こいけ みなみ）
演 - 小池美波
関西弁女子。ビビリ。日替わりで足に柄付のバンドエイドを貼っている。
小林 由依（こばやし ゆい）
演 - 小林由依
優等生グループのメンバー。
齋藤 冬優花（さいとう ふゆか）
演 - 齋藤冬優花
ネクタイを着用せず、ルーズソックスを履いている。
佐藤 詩織（さとう しおり）
演 - 佐藤詩織
美術大学進学志望の女子。
志田 愛佳（しだ まなか）
演 - 志田愛佳
体育会系グループのメンバー。
菅井 友香（すがい ゆうか）
演 - 菅井友香
優等生グループのリーダー。学級委員長。真面目で理知的。守屋茜のグループと対照的関係にある。
鈴本 美愉（すずもと みゆ）
演 - 鈴本美愉
体育会系グループのメンバー。
長沢 菜々香（ながさわ ななこ）
演 - 長沢菜々香
山形弁女子。長沢菜々香の山形弁は、米谷奈々未が訳してくれる。
長濱 ねる（ながはま ねる）
演 - 長濱ねる
不登校の女子。高校3年生になってから通学していない。
土生 瑞穂（はぶ みづほ）
演 - 土生瑞穂
アニメや漫画を愛する二次元好きの眼鏡女子。
原田 葵（はらだ あおい）
演 - 原田葵
ツインテール女子。
平手 友梨奈（ひらて ゆりな）
演 - 平手友梨奈
意志が強い。クールな性格、犯人を冷静に推理する。「犯人をしょっぴきたい」が口癖。
守屋 茜（もりや あかね）
演 - 守屋茜
体育会系グループのリーダー。行動派。
米谷 奈々未（よねたに ななみ）
演 - 米谷奈々未
眼鏡女子。「池上彰が言ってた」が口癖。
渡辺 梨加（わたなべ りか）
演 - 渡辺梨加
不思議ちゃん。天然。トラブルメーカー。予測不能な行動を取る超マイペース。犬のぬいぐるみを持っており、それが友達。「現場のベリカです」と言い、教室内の動画を撮影する。
渡邉 理佐（わたなべ りさ）
演 - 渡邉理佐
おしゃれグループのリーダー。美意識が高く、事件に無関心で犯人探しに興味がない。長濱ねるのことが好き。

### 職員
徳山 大五郎（とくやま だいごろう）
演 - 嶋田久作
遺体。私立欅学園3年C組担任教師。
神崎 雪絵（かんざき ゆきえ）
演 - 江口のりこ
副担任。
竹村 哲也（たけむら てつや）
演 - 相島一之
古文の先生。
参宮橋（さんぐうばし）
演 - 岩松了
欅学園の校長。
橋部（はしべ）
演 - 今野浩喜
用務員。
徳山 香緒里（とくやま かおり）
演 - ふせえり
徳山大五郎の妻。マカロンとパクチーを教室に差し入れする。
矢代（やしろ）
演 - 菅原大吉
刑事。
ノエル
演 - ル・ギャル・アルノ
美術特別講師。
警備員（けいびいん）
演 - 森下能幸
警備員。
徳山 大四郎（とくやま だいしろう）
演 - 嶋田久作（二役）
徳山大五郎の兄。淡路島で玉ねぎ農家を営んでいる。
御堂園 和紗（みどうぞの かずさ）
演 - 濱田マリ
参宮橋校長退職後の欅学園校長。
卒業生（そつぎょうせい）
演 - 岡本杏理、荒井萌、中山絵梨奈
死体（したい）
演 - 田中要次

## スタッフ
- 企画・原作 - 秋元康[22]
- 脚本 - 徳尾浩司、喜安浩平、土屋亮一[22]
- 音楽 - スキャット後藤[22]
- 主題歌 - 欅坂46「世界には愛しかない」[23]
- タイトルバック - 本郷伸明[24]
- チーフプロデューサー - 浅野太[22]
- プロデューサー - 川村庄子、加藤章一、青山貴洋[22]
- 協力プロデューサー - 濱谷晃一[13]
- 監督 - 豊島圭介、古厩智之、吉田浩太[22]
- 制作 - テレビ東京、ドリマックス・テレビジョン[22]
- 製作著作 - 「徳山大五郎を誰が殺したか?」製作委員会[22]

## 放送・配信期間
テレビ放送
ネット配信
- Amazon Prime Video（サブスクリプション）では2016年7月10日から毎話1週間先行配信されていた[1]（5年経過で本編の配信は終了した）。
- 2021年10月25日よりParaviで配信開始（サブスクリプション）。Paraviの配信にあわせて、ネットでテレ東（TVer、GYAO!）でも段階的に期間限定無料配信されている。

## 放送日程
| 各話 | 放送日  | サブタイトル   | 脚本              | 監督     |
| ---- | ------- | -------------- | ----------------- | -------- |
| #01  | 7月17日 | 隠シタイ       | 徳尾浩司          | 豊島圭介 |
| #02  | 7月24日 | 騙シタイ       | 徳尾浩司          | 豊島圭介 |
| #03  | 7月31日 | 燃やシタイ     | 土屋亮一 徳尾浩司 | 古厩智之 |
| #04  | 8月07日 | 捜シタイ       | 徳尾浩司          | 吉田浩太 |
| #05  | 8月14日 | 裁判シタイ     | 徳尾浩司          | 豊島圭介 |
| #06  | 8月21日 | さよならシタイ | 土屋亮一 喜安浩平 | 豊島圭介 |
| #07  | 8月28日 | なりすまシタイ | 徳尾浩司          | 古厩智之 |
| #08  | 9月04日 | 消シタイ       | 徳尾浩司          | 吉田浩太 |
| #09  | 9月11日 | 壊シタイ       | 喜安浩平          | 豊島圭介 |
| #10  | 9月18日 | 愛シタイ       | 徳尾浩司          | 古厩智之 |
| #11  | 9月25日 | 悪戯シタイ     | 喜安浩平          | 古厩智之 |
| #12  | 10月2日 | シょっぴきタイ | 徳尾浩司          | 豊島圭介 |

## 関連商品
- 徳山大五郎を誰が殺したか? 公式ブロマイド（2016年8月28日 - 10月31日） - 欅坂46メンバー21名の全身ソロ写真（21種）、アップのソロ写真（21種）の計42種[26]。コンビニエンスストア（サークルK、サンクス、セブン-イレブン、ファミリーマート、ローソン）に設置されているマルチコピー機とカメラのキタムラ一部店頭で期間限定発売[26]。ドラマ放送との連動企画として、2016年9月3日放送回の視聴者のみが購入できる限定版（1種）も販売[26]。
- 徳山大五郎を誰が殺したか? オリジナルサウンドトラック（2016年10月30日、フレアウエイブ）[27]
- 徳山大五郎を誰が殺したか? Blu-ray & DVD BOX（2017年6月7日、ソニー・ミュージックマーケティング） - Amazon限定特典：ドラマ撮影時オフショットセット、楽天ブックス限定特典：私立欅学園3年C組集合写真+布ポスター、テレ東本舗。WEB限定特典：私立欅学園校訓フェイスタオル+校章缶バッジ[28]。